# Château de Tombebouc
Le château de Tombebouc est un château, situé sur un éperon dominant la vallée  de l'Autonne, sur le territoire de la commune de Allez-et-Cazeneuve.

## Histoire
Le château était lié à la baronnie de Pujols.
Le donjon rectangulaire date de la fin du XIIIe siècle ou au début du XIVe siècle. La tour est protégée par une enceinte avec un fossé du côté du plateau construits à la même période.
À la fin de la guerre de Cent Ans, le château de Tombebouc aurait servi de repaire à une bande de brigands pouvant atteindre la ville d'Agen. Le château a été repris par les Cieutat.
Le corps de logis nord avec sa grande salle a été édifié au XVIe siècle. Les quatre tours d'angles cantonnant l'enceinte extérieure, munies de canonnières, ont probablement été construites en même temps. 
L'escalier du donjon a été aménagé à la fin du XVIe ou au début du XVIIe siècle. 
Des aménagements ont été réalisés au XIXe siècle.
Le gouvernement de Vichy a créé des groupements de travailleurs étrangers. Il existe  plusieurs groupements en Lot-et-Garonne, dont un seul réservé aux Juifs, appelés par l'administration locale « Palestiniens », le 308e GPTE (groupement palestinien de travailleurs étrangers). D'abord basé Agen, il est installé au château de Tombebouc entre mars 1941 et le 1er septembre 1942, date de sa fermeture. Le 5 août 1942, le préfet du Lot-et-Garonne a reçu l'ordre de transférer les Juifs en France après le 1er janvier 1936[pas clair]. Ils sont d'abord regroupés au château de Tombebouc. Ces 85 "Palestiniens" sont ensuite déportés à Auschwitz via Drancy le 23 août 1942,.
Le château a été inscrit monument historique le 9 février 2009,.